# Гимпель, Эрих
Эрих Гимпель (нем. Erich Gimpel;  25 марта 1910 — 3 сентября 2010) — агент немецкой разведки во время Второй мировой войны, отличавшийся высоким профессионализмом.

## Немецкий тайный агент
В середине 1930-х годов Гимпель работал радистом в горнодобывающих компаниях в Перу. Когда началась Вторая мировая война, он был завербован немецкой разведкой в качестве секретного агента. В его обязанности входило составление отчётов об активности судоходства враждебных нацистской Германии стран в перуанских портах. Когда Соединённые Штаты вступили в войну в декабре 1941 года, Гимпель был депортирован в Германию. После этого он был направлен немецкой разведкой в Испанию.
В 1944 году Гимпель проходил подготовку в разведшколе в оккупированной немцами Гааге. Там он встретился с американцем Уильямом Колпагом, который был недоволен американским образом жизни и не хотел воевать за Америку. Гимпелю и Колпагу было поручено отправиться в США и добыть информацию о секретном Манхэттенском проекте — плане по созданию американской атомной бомбы. Чтобы наилучшим образом подготовиться к выполнению задания, Эрих Гимпель с помощью Уильяма Колпага изучал культуру США, включая популярные песни и танцевальные движения. В свою очередь Колпаг узнал от Гимпеля, как правильно обращаться с различными видами взрывных устройств.
В сентябре 1944 года Гимпель и Колпаг отплыли из Киля на борту подводной лодки U-1230. В ночь на 29 ноября 1944 года они высадились на побережье неподалёку от портового города Хэнкок в заливе Мэн. Затем они направились в Бостон, а оттуда — в Нью-Йорк. Вскоре Уильям решил отказаться от миссии. Он всё рассказал своему старому школьному другу, который, со своей стороны, настоял, чтобы Уильям обратился в ФБР, которое уже занималось поиском немецких агентов после потопления канадского корабля в нескольких милях от побережья штата Мэн (недалеко от места высадки), а также сообщений местных жителей о подозрительных людях. ФБР допросило Уильяма, который рассказал всё, что знал. Вскоре Гимпель был арестован.

## Плен
По указанию Генерального прокурора США после ареста Гимпель был передан американским военным властям. В феврале 1945 года он предстал перед судом военной комиссии по обвинению в сговоре и нарушении 82-й статьи военно-судебного кодекса, был признан виновным и приговорён к повешению. От смертной казни Гимпеля спасла неожиданная смерть президента США Франклина Делано Рузвельта: из-за национального траура казнь не состоялась. Позднее, после окончания войны, смертный приговор был заменён на пожизненное тюремное заключение.
Гимпель отбывал наказание в тюрьме Ливенворт, а затем в Алькатрасе и Атланте (штат Джорджия). В 1955 году он был освобождён и вернулся домой в Западную Германию. Позднее Эрих Гимпель эмигрировал в Бразилию.

## После войны
Автобиография Гимпеля была опубликована в Великобритании в 1957 году. В США книга Гимпеля была впервые издана в 2003 году под названием «Агент 146»; по мнению книжных обозревателей, выпуск книги был связан с тем, что после терактов 11 сентября 2001 года тема законспирированных шпионских ячеек снова стала актуальной для публики.
Гимпель дал интервью Оливеру Норту в программе «Военные истории с Оливером Нортом» (эпизод «Агент 146: шпионаж в пользу Третьего рейха»).
3 сентября 2010 года Эрих Гимпель скончался в Сан-Паулу на сто первом году жизни.